# Powiat Nakakoma
Powiat Nakakoma (jap. 中巨摩郡 Nakakoma-gun) – powiat w Japonii, w prefekturze Yamanashi. W 2024 roku liczył 21 508 mieszkańców.

## Miejscowości
- Shōwa